# Condado de Pulaski (Indiana)
El condado de Pulaski es un condado estadounidense, situado en el estado de Indiana. Según el censo de los Estados Unidos del 2000, la población es de 13 755 habitantes. La cabecera del condado es Winamac.

## Geografía
Según la Oficina del Censo de los Estados Unidos, el condado tiene un área total de 1127 km² (435 millas²). De éstas 1124 km² (434 mi²) son de tierra y 3 km² (1 mi²) son de agua.

### Colindancias
- Condado de Starke - norte
- Condado de Marshall - noreste
- Condado de Fulton - este
- Condado de Cass - sureste
- Condado de White - sur
- Condado de Jasper - oeste

## Historia
El Condado de Pulaski se formó en 1839, su nombre es en honor de Kazimierz Pułaski, soldado y político Polaco, conocido como el "Padre de la Caballería estadounidense".

## Demografía
Según el censo del año 2000, hay 13 755 personas, 5170 cabezas de familia, y 3779 familias que residen en el condado. La densidad de población es de 12 hab/km² (32 hab/mi²). La composición racial tiene:
- 97.53% Blancos (No Hispanos)
- 1.39% Hispanos (Todos los tipos)
- 0.92% Negros o Negros Americanos (No Hispanos)
- 0.35% Otras razas (No Hispanos)
- 0.20% Asiáticos (No Hispanos)
- 0.76% Mestizos (No Hispanos)
- 0.22% Nativos Americanos (No Hispanos)
- 0.02% Isleños (No Hispanos)

Hay 5170 cabezas de familia, de los cuales el 34% tienen menores de 18 años viviendo con ellos, el 61.40% son parejas casadas viviendo juntas, el 7.30% son mujeres que forman una familia monoparental (sin cónyuge), y 26.90% no son familias. El tamaño promedio de una familia es de 2.59 miembros.
En el condado el 27% de la población tiene menos de 18 años, el 7.40% tiene de 18 a 24 años, el 27.30% tiene de 25 a 44, el 23.00% de 45 a 64, y el 15.40% son mayores de 65 años. La edad media es de 38 años. Por cada 100 mujeres hay 101.8 hombres. Por cada 100 mujeres mayores de 18 años hay 99.7 hombres.
Tabla de la evolución demográfica:
|       | 1900   | 1910   | 1920   | 1930   | 1940   | 1950   | 1960   | 1970   | 1980   | 1990   | 2000   |
| ----- | ------ | ------ | ------ | ------ | ------ | ------ | ------ | ------ | ------ | ------ | ------ |
| TOTAL | 14 033 | 13 312 | 12 385 | 11 195 | 12 056 | 12 493 | 12 837 | 12 534 | 13 258 | 12 643 | 13 755 |

## Economía
Los ingresos medios de un cabeza de familia el condado es de $35 422, y el ingreso medio familiar es $41 028.00 Los hombres tienen unos ingresos medios de $30 673 frente a $21 246 de las mujeres. El ingreso per cápita del condado es de $16 835.00 El 8.30% de la población y el 6.30% de las familias están debajo de la línea de pobreza. Del total de gente en esta situación, 10.40% tienen menos de 18 y el 6.90% tienen 65 años o más.

## Ciudades y pueblos
| - Francesville - Medaryville - Monterey - Star City - Winamac | - Beaver - Cass - Franklin - Harrison - Indian Creek | - Jefferson - Monroe - Rich Grove - Salem - Tippecanoe | - Van Buren - White Post |